# 梧塘镇
梧塘镇是中国福建省莆田市涵江区下辖的一个镇。

## 行政区划
梧塘镇共辖2个居委会和14个行政村，分别是：
西庄社区、东福社区、枫林村、前东坡村、后东坡村、新丰村、沁后村、漏头村、溪游村、松东村、松西村、梧梓村、九峰村、东南村、西林村和霞楼村。